# Хардин, Гленн
Гленн Фостер Хардин (англ. Glenn Foster Hardin; Дата рождения: 1 июля 1910; Дата смерти: 6 марта 1975.) — американский легкоатлет, который специализировался в беге с барьерами

## Биография
Олимпийский чемпион в беге на 400 метров с барьерами (1936).
Бронзовый призёр игр 1932 в беге на 400 метров с барьерами.
Эксрекордсмен мира по бегу на 400 метров с барьерами. Его последней (из трех) ратифицирован мировой рекорд (50,6), установленный в 1934, был превзойден лишь в 1953 году.
Завершил спортивную карьеру по окончании Олимпиады 1936.